# Malcolm Kennedy
Malcolm George "Mal" Kennedy, es un personaje ficticio de la serie de televisión australiana Neighbours, interpretado por el actor Benjamin McNair del 3 de octubre de 1994 hasta el 5 de febrero de 1997. Benjamin regresó como invitado a la serie en el 2002, 2004, 2005 y finalmente el 18 de junio de 2011 siendo su última aparición el 8 de diciembre de 2011.
En marzo del 2014 se anunció que Benjamin regresaría como invitado a la serie ese mismo año.